# Sturmhaube (Helm)
Die Sturmhaube, auch  Burgonet  (von franz. Bourguignotte), war ein Helmtyp, der sich am Beginn des 16. Jahrhunderts aus der Schaller entwickelte.

## Beschreibung
Die Sturmhaube besteht aus Stahl. Die Helmglocke ist rundlich gearbeitet und hat in den meisten Fällen einen stark ausgebildeten Kamm am Scheitelbereich des Helmes. In den meisten Fällen ist ein Augenschirm an der Vorderseite angebracht. Die Wangenklappen des Helmes sind in der Regel an die Helmglocke beweglich angenietet. Die Helmglocke ist bei vielen Versionen nicht aus einem Stück getrieben, sondern aus mehreren Teilen zusammengesetzt und an die obere Helmglocke angenietet. Die Sturmhauben, die kein Visier besitzen, bezeichnet man als „offene Sturmhauben“, jene mit einem geschlossenen Visier „geschlossene Sturmhauben“. An den meisten Versionen mit Visier wurde ein Absteckvisier verwendet, das man bei Nichtgebrauch abnehmen konnte.
Die Sturmhaube erfreute sich schnell außerordentlicher Beliebtheit und wurde zum wohl meistgetragenen Helmtyp des 16. und 17. Jahrhunderts – nur der Morion war ähnlich weit verbreitet. Sie wurde zuerst von der Infanterie eingesetzt. Besonders bei Truppen, die nach Schweizer Art mit der Pike bewaffnet waren (zum Beispiel Landsknechte), setzte sich der Helm rasch durch. Später hielt die Sturmhaube auch bei der leichten Reiterei Einzug, da sie im Einsatz auf dem Pferderücken und im Einsatz zu Fuß Schutz und Sichtfreiheit vereinte.

## Versionen
- Sturmhaube mit drei Kämmen

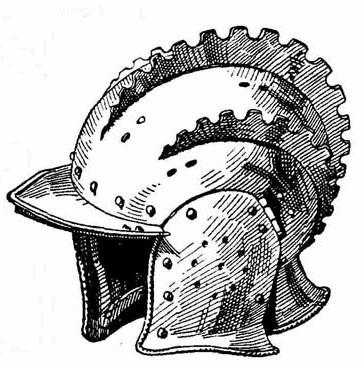
Sturmhaube mit drei Kämmen (Wendelin Boeheim)

Eine Version der Sturmhaube ist die „Sturmhaube mit drei Kämmen“. Auf der Helmkalotte sind drei Kämme aus Stahl angebracht. Die größte befindet sich auf der Scheitellinie, die beiden anderen seitlich im oberen Bereich des Helmes. Die Kämme sind massiv verarbeitet und am oberen Rand gezackt gearbeitet. Die Kämme dienten dazu einen besseren Schutz vor Schlägen zu bieten. Die Konstruktion des übrigen Helmes gleicht der normaler Sturmhauben wie oben beschrieben.
- Prunk-Sturmhauben

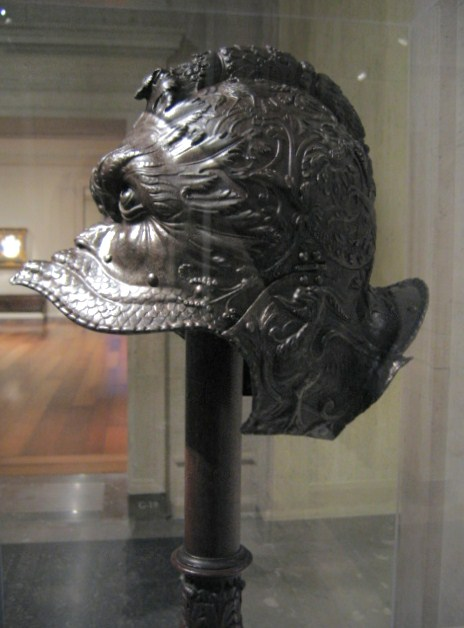
Prunk-Sturmhaube, Arbeit von Phillipo Negroli

Auch Italienische Sturmhaube. Diese Version gibt es in vielen Versionen und unterschiedlichen Bauarten. Sie dienen in der Regel nicht zum Kampf, sondern werden als Paradehelm und Repräsentationsobjekt benutzt.  Die Darstellungen reichen von einfachen Gravuren bis zu hochkünstlerischen, figürlichen Arbeiten wie zum Beispiel von Filippo Negroli (ca. 1510–1579) aus Mailand, dessen Helm- und Rüstungsdekorationen als meisterliche Arbeiten gelten und in vielen Kunstmuseen (z. B. Metropolitan Museum, New York) ausgestellt sind.
- Geschlossene Sturmhaube
- Tatarische Sturmhaube

## Begriffsabgrenzung
Der als Sturmhaube bezeichnete Helm ist von der gleichnamigen, auch als Hasskappe bezeichneten Mütze zu unterscheiden.

## Literatur

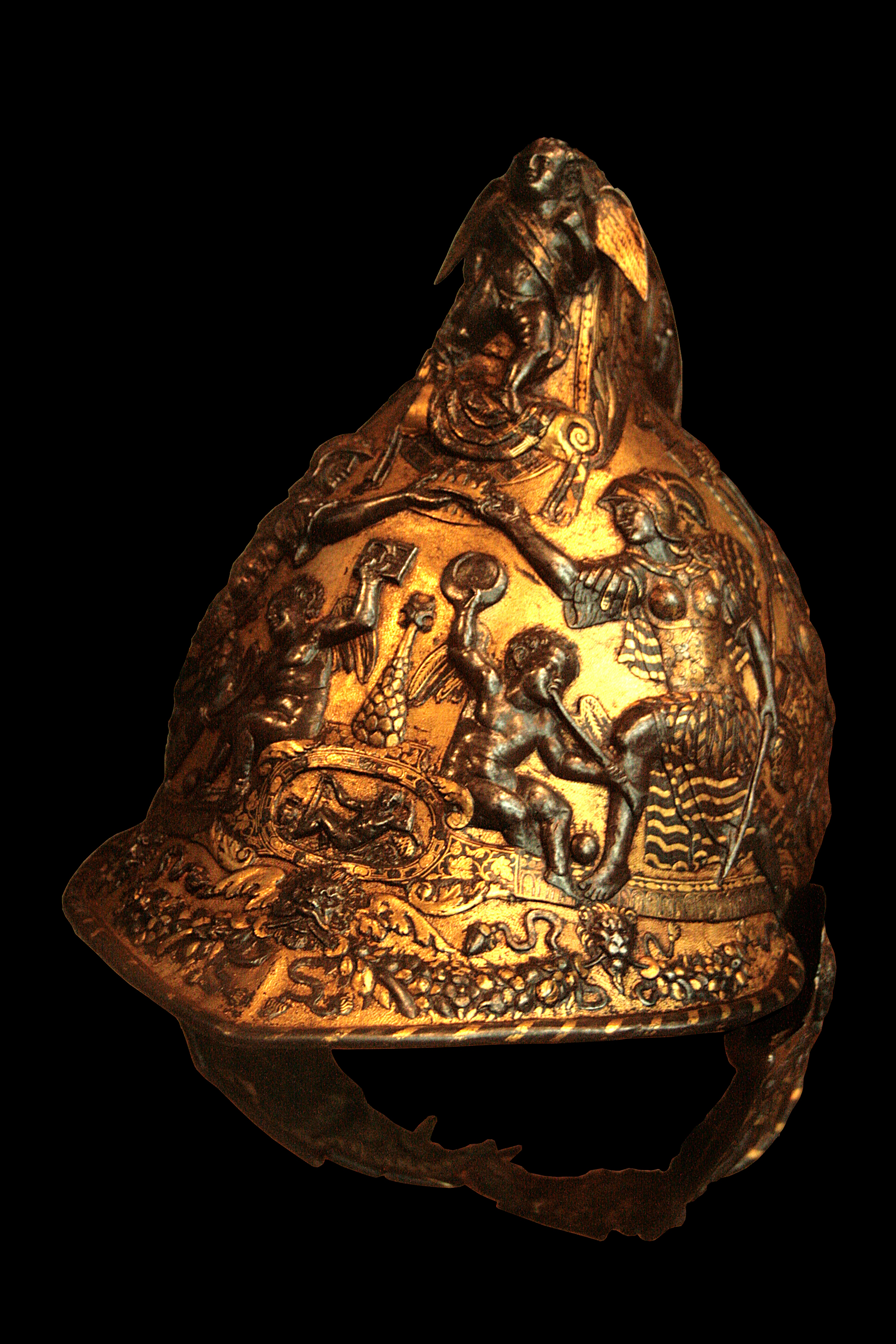
Sturmhaube von Heinrich II. (Frankreich)